# 카타라 저지

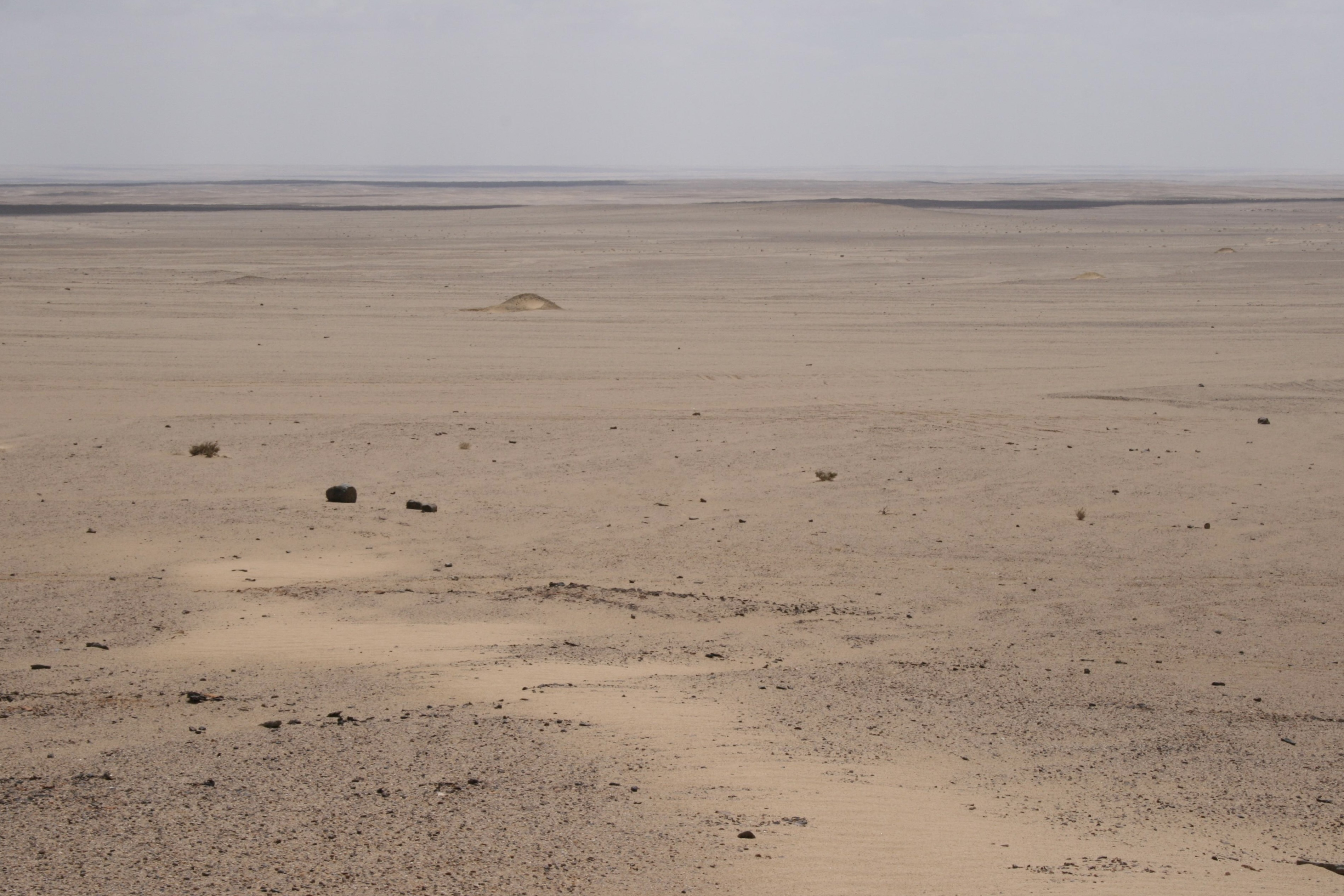

카타라 저지(아랍어: منخفض القطارة)는 이집트 북서부 마트루 주, 리비아 사막에 있는 저지대이다. 아프리카에서 두 번째로 낮은 내륙 지역이다. 이 저지대의 면적은 18,000 km2으로, 길이가 큰 곳은 폭 120 킬로미터 × 80 킬로미터이다. 가장 낮은 곳은 염전이다.